# Anonymous (film)
Anonymous is een Brits-Duitse dramafilm uit 2011, geregisseerd door Roland Emmerich. De film is een fictieve versie van het leven van Edward de Vere, 17de Graaf van Oxford, een Elizabethaanse hoveling, toneelschrijver, dichter en beschermheer van de kunsten en suggereert dat hij de auteur was van de toneelstukken van William Shakespeare.

## Verhaal
De regering van Elizabeth I van Engeland is een turbulente periode in het Engelse binnenlands-buitenlandse beleid met de opstand van de graaf van Essex om de troon te grijpen en de Engels-Spaanse Oorlog. In dit scenario verschijnt de persoon van Edward de Vere, graaf van Oxford, een beroemde dichter en theaterauteur, lid van de Rekenkamer en directeur van verschillende toneelgezelschappen. In de film is deze voorname beschermheer de ware maker van het universele werk dat wordt toegeschreven aan William Shakespeare.

## Rolverdeling
| Acteur               | Personage                      |
| -------------------- | ------------------------------ |
| Rhys Ifans           | Edward de Vere                 |
| Vanessa Redgrave     | Elizabeth I van Engeland       |
| Sebastian Armesto    | Ben Jonson                     |
| Rafe Spall           | William Shakespeare            |
| David Thewlis        | William Cecil                  |
| Edward Hogg          | Robert Cecil                   |
| Xavier Samuel        | Henry Wriothesley              |
| Sam Reid             | Robert Devereux                |
| Jamie Campbell Bower | jonge Edward de Vere           |
| Joely Richardson     | jonge Elizabeth I van Engeland |

## Productie
De film was Roland Emmerich eerste project in Duitsland sinds hij twintig jaar eerder naar Hollywood vertrok. Met een budget van dertig miljoen euro, veel minder dan dat van grote producties zoals 2012. De werktitel van het project, getiteld Soul of the Age, werd gezamenlijk geproduceerd door Centropolis Entertainment en de Duitse Filmstudio Babelsberg.

## Release
De film ging in première op het Internationaal filmfestival van Toronto op 11 september 2011.

## Prijzen en nominaties
| Jaar | Prijs         | Categorie                       | Genomineerde(n) | Uitslag     |
| ---- | ------------- | ------------------------------- | --------------- | ----------- |
| 2012 | Academy Award | Oscar voor beste kostuumontwerp | Lisy Christl    | Genomineerd |